# Poskær Stenhus

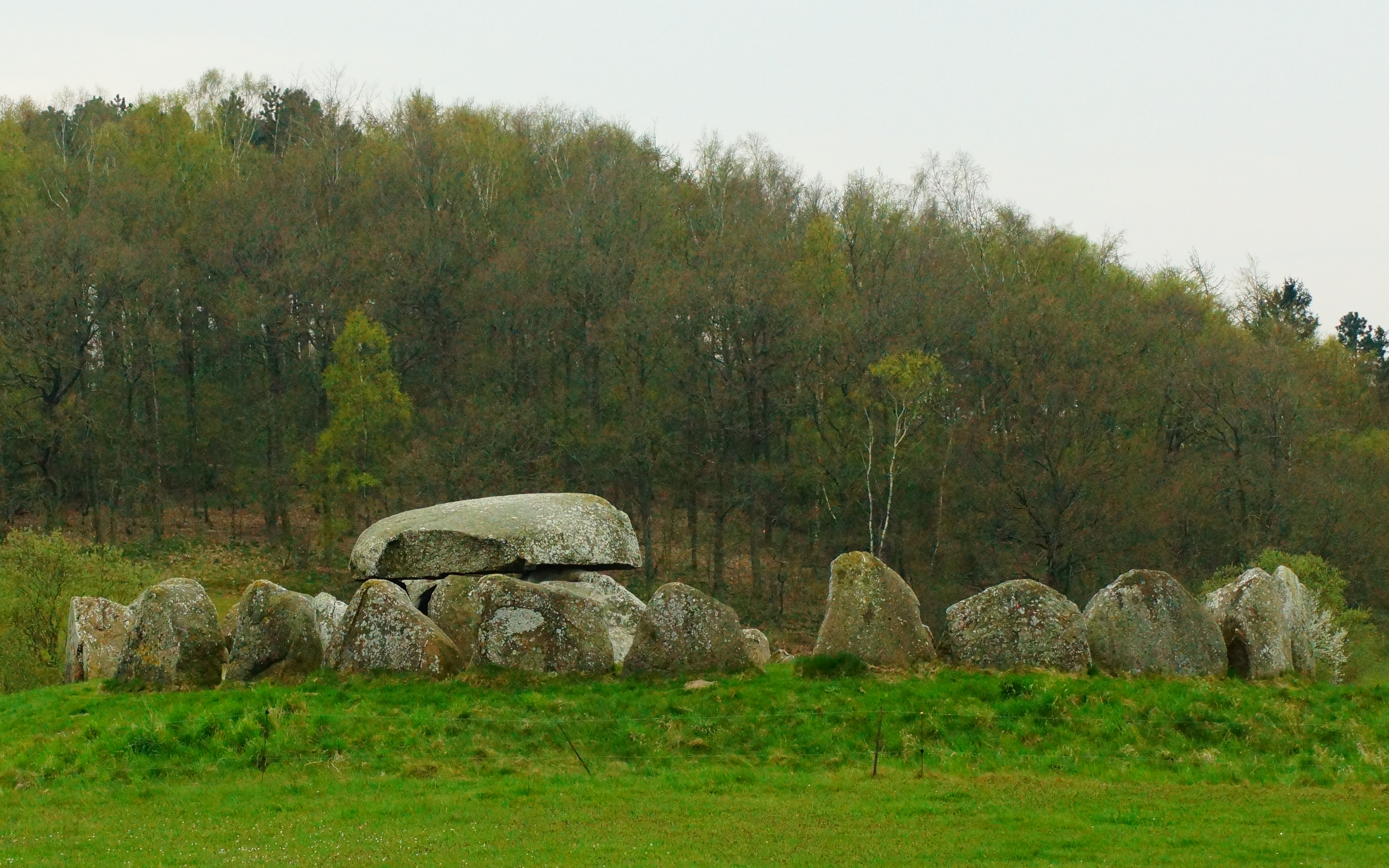
Poskær Stenhus

Poskær Stenhus – neolityczny grobowiec megalityczny, znajdujący się w Danii, na półwyspie Djursland we wschodniej części Jutlandii, pomiędzy wsiami Agri i Knebel.
Wiązany z kulturą pucharów lejkowatych datowany jest na ok. 3300 p.n.e. Pierwsza wzmianka źródłowa na jego temat pochodzi z 1763 roku. Składa się z liczącego 23 (pierwotnie 24) głazy kamiennego kręgu o średnicy 13 metrów, otaczającego dolmen. Dolmen, skrywający sześciokątną komnatę grobową z wejściem od strony południowo-wschodniej, zbudowany jest z pięciu kamiennych płyt podtrzymujących kamień stropowy o wadze ok. 11,5 tony.
Na stanowisku nigdy nie przeprowadzono prac archeologicznych, jedyne znalezisko to kamienny topór.
Poskær Stenhus dwukrotnie uniknęło zniszczenia. Najpierw w 1859 roku Ole Hansen, właściciel pola, na którym znajdują się głazy, planował je wysadzić i sprzedać jako budulec. Powstrzymał go miejscowy proboszcz, który po interwencji w Muzeum Narodowym w Kopenhadze doprowadził do uznania grobowca za zabytek. W 1890 roku miejsce zakupił kamieniarz z Aarhus. Zanim został powstrzymany przez lokalnego urzędnika, zdążył rozbić na kawałki jeden z 24 otaczających dolmen kamieni.